# Jordanus (constelación)
Jordanus o Fluvius Jordanus, el río Jordán, fue una constelación creada por Petrus Plancius en su esfera celeste de 1612. El nacimiento del río estaba cerca de la cola de la Osa Mayor, en la actual constelación de Canes Venatici, fluía luego entre la Osa y Leo, en el área hoy ocupada por Leo Minor y Lince, para desembocar cerca de Camelopardalis. Las estrellas más brillantes de Jordanus eran Cor Caroli (α Canum Venaticorum) y α Lyncis. La constelación no fue reflejada en los atlas de Johann Elert Bode y cayó en desuso.